# Józef Życzkowski
Józef Życzkowski (ur. 12 stycznia 1895 w Piwnicznej, zm. 3 stycznia 1967 w Krakowie) – polski dyrygent i pedagog, wykładowca Konserwatorium Towarzystwa Muzycznego w Krakowie. Ojciec Michała Życzkowskiego.

## Życiorys
W 1914 złożył maturę  w c. k. Gimnazjum I Wyższym w Nowym Sączu. W czasie I wojny światowej, w stopniu plutonowego, walczył w szeregach c. i k. Pułku Piechoty Nr 20.
Dyrygent chórów akademickich. W latach 1923–1929 był dyrygentem Krakowskiego Chóru Akademickiego Uniwersytetu Jagiellońskiego oraz chórów krakowskich: Orion, Echo, Lutnia robotnicza.
Autor książek oraz zbiorów pieśni, które zawierają także kompozycje własne:
- Śpiewnik szkolny – cz. I, pieśni treści historycznej, Kraków 1932[3];
- Wybór pieśni do użytku szkolnego, cz. III, IV, Kraków 1947;
- Metodyka nauczania śpiewu, Państwowe Zakłady Wydawnictw Szkolnych, Warszawa, 1959;
- Gaudeamus igitur – dzieje Krakowskiego Chóru Akademickiego, Wydawnictwo Literackie, Kraków, 1977 (wydana po śmierci autora).